# LaMark Baker
LaMark Anthony "Mark" Baker (Dayton, Ohio; 11 de noviembre de 1969) es un exjugador de baloncesto estadounidense que disputó un partido en la NBA, además de jugar en las ligas menores estadounidenses CBA y USBL, la liga italiana, la austriaca y la croata. Con 1,85 metros de estatura, lo hacía en la posición de base.

## Trayectoria deportiva

### Universidad
Jugó durante tres temporadas  con los Buckeyes de la Universidad Estatal de Ohio, en las que promedió 10,6 puntos y 2,6 rebotes por partido. En 1991 fue incluido en el tercer mejor quinteto de la Big Ten Conference, y al año siguiente en el segundo, tras promediar 11,8 puntos, 5,2 asistencias y 2,8 rebotes por partido.

### Profesional
Tras no ser elegido en el Draft de la NBA de 1992, firmó con los Charlotte Hornets, pero fue cortado antes del inicio de la competición. Jugó en ligas menores estadounidenses, y también en la liga austriaca hasta que en 1997 fichó por el Basket Livorno de la liga italiana, donde jugó una temporada en la que promedió 15,3 puntos y 4,1 rebotes por partido.
En enero de 1999 ficha como agente libre por los Toronto Raptors, donde disputaría un único partido, en el que no consiguió anotar ni un solo punto. Regresó a Europa al año siguiente, para fichar por el Cibona Zagreb de la croata, donde sustituyó a su compatriota Michael Anderson, acabando su carrera de vuelta en su país.

## Estadísticas de su carrera en la NBA

### Temporada regular
| Temporada | Edad | Equipo          | Liga | Pos. | P | TIT | MIN | TC  | TCA | %TC  | 3P  | 3PA | %3P | TL  | TLA | %TL | R.OF. | R.DEF. | REB | ASIS | ROB | TAP | PER | FP  | PTS |
| 1998-99   | 29   | Toronto Raptors | NBA  | PG   | 1 | 0   | 2.0 | 0.0 | 1.0 | .000 | 0.0 | 0.0 |     | 0.0 | 0.0 |     | 0.0   | 0.0    | 0.0 | 0.0  | 0.0 | 0.0 | 1.0 | 0.0 | 0.0 |
| Total     |      |                 | NBA  |      | 1 | 0   | 2.0 | 0.0 | 1.0 | .000 | 0.0 | 0.0 |     | 0.0 | 0.0 |     | 0.0   | 0.0    | 0.0 | 0.0  | 0.0 | 0.0 | 1.0 | 0.0 | 0.0 |